# Thomas Velin

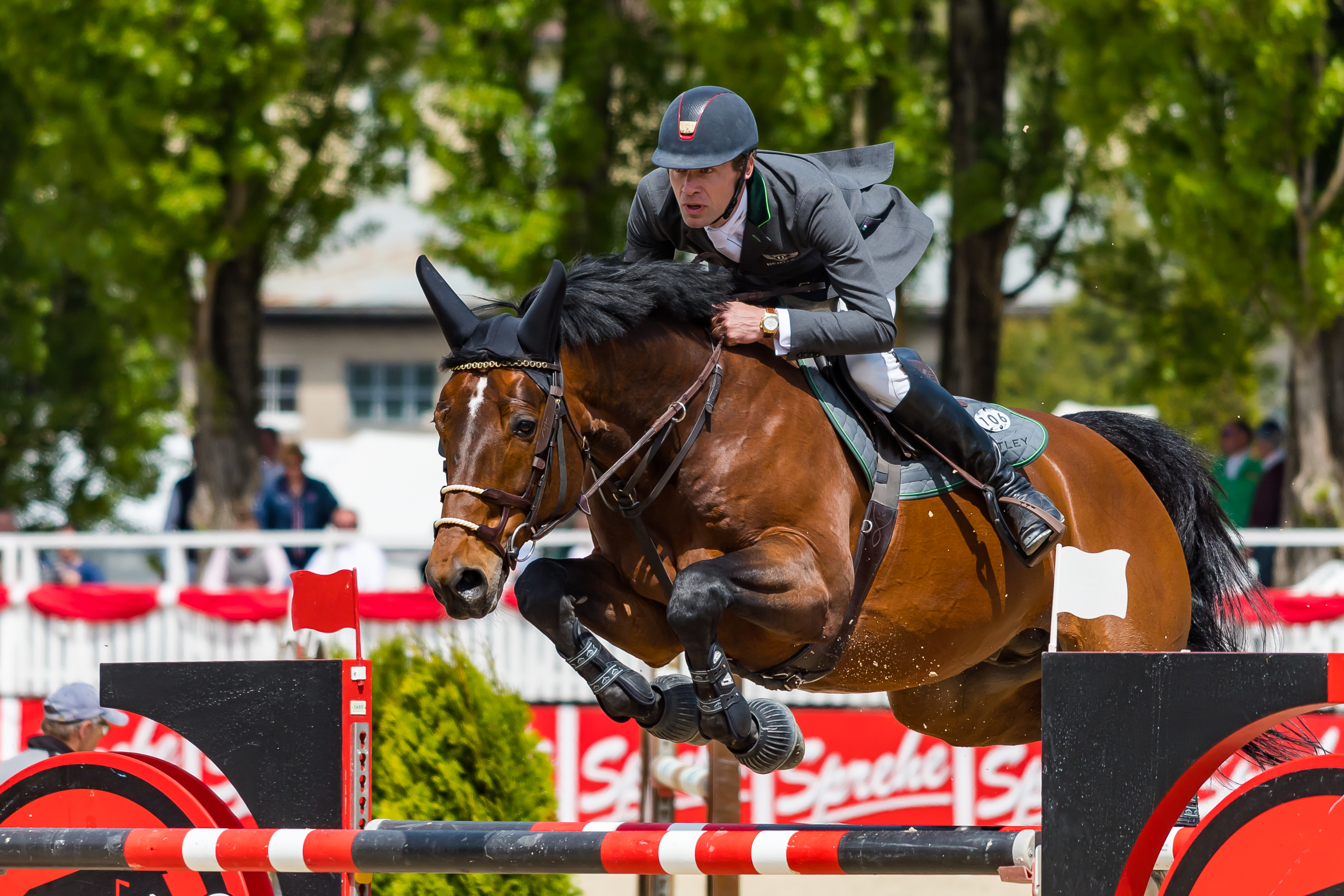
Thomas Velin mit Chopin van het Moleneind beim CSIO 4* Linz 2017

Thomas Velin (* 14. April 1975 in Hørsholm) ist ein dänischer Springreiter.
Velin ist der Sohn eines dänischen Unternehmers (Veterinärmedizin), Rennpferdeeigentümers und Hengsthalters. Velin begann im Alter von fünf Jahren mit dem Reiten und bekam drei Jahre später sein erstes eigenes Pony.
Bei den Olympischen Spielen in Sydney und Athen erritt er auf Carnute jeweils Platz 10 in den Einzelwertungen. Zudem nahm er mehrfach an Europameisterschaften, Weltcupfinals sowie an den Weltreiterspielen 2006 teil. In seiner Karriere war er drei Mal dänischer Senioren-Meister der Springreiter.
Velin trainiert beim belgischen Springreiter Jos Kumps und lebt im dänischen Fredensborg.

## Pferde

### Aktuelle
- Godsend du Reverdy (* 1994), fuchsfarbener Selle-Français-Hengst, Vater: Quidam de Revel, Muttervater: Grand Veneur[4]
- Grim St Clair (* 1994), fuchsfarbener Selle-Français-Hengst, Vater: Laudanum, Muttervater: Invincible[5]

### Ehemalige Turnierpferde
- Quidam de Revel (* 1982), brauner Selle-Français-Hengst, Vater: Jalisco B, Muttervater: Nankin, von 1993 bis zu seiner Verabschiedung 2001, zuvor von Hervé Godignon geritten.[6]
- Equest Carnute (* 1990), brauner Selle-Français-Hengst, Vater: Oberon du Moulin, Muttervater: Dynamique[7]

Alle benannten Pferde befinden sich im Besitz von Flemming Velin, dem Vater von Thomas Velin.

## Erfolge

### Championate und Weltcup
- Olympische Sommerspiele:
  - 2000, Sydney: mit Carnute 10. Platz in der Einzelwertung
  - 2004, Athen: mit Carnute 10. Platz in der Einzelwertung
- Weltreiterspiele:
  - 2006, Aachen: 114. Platz in der Einzelwertung
- Europameisterschaften:
  - 1997, Mannsheim: mit Quidam de Revel 56. Platz in der Einzelwertung und 12. Rang mit der Mannschaft
  - 1999, Hickstead: mit Carnute 30. Platz in der Einzelwertung und 13. Rang mit der Mannschaft
  - 2003, Donaueschingen: mit Carnute 55. Platz in der Einzelwertung und 12. Rang mit der Mannschaft
  - 2005, San Patrignano: mit Carnute 26. Platz in der Einzelwertung und 9. Rang mit der Mannschaft
  - 2007, Mannsheim: mit Grim St Clair 43. Platz in der Einzelwertung und 14. Rang mit der Mannschaft
- Weltcupfinale:
  - 2002, Leipzig: mit Carnute 15. Platz
  - 2003, Las Vegas: mit Carnute 24. Platz
  - 2004, Mailand: mit Carnute 10. Platz
  - 2009, Leipzig: mit Grim St Clair 8. Platz

### Weitere Erfolge (Auswahl)
- 2003: 1. Platz im Weltcupspringen von Berlin (CSI-W), 1. Platz im Weltcupspringen von Genf (CSI-W) mit Carnute
- 2005: 2. Platz im Großen Preis von Stockholm (CSI 3*) mit Godsend du Reverdy
- 2006: 3. Platz im Schwedischen Springderby (CSIO 5* Falsterbo) mit Grim St Clair, 6. Platz im Springderby von Valkenswaard (CSI 5*) mit Grim St Clair, 6. Platz im Weltcupspringen von Verona (CSI-W) mit Godsend du Reverdy, 3. Platz im Großen Preis von Stockholm (CSI 3*) mit Godsend du Reverdy
- 2007:
  - Große Preise: 2. Platz in Hamina (CSIO 4*) mit Grim St Clair, 4. Platz in Drammen (CSIO 3*) mit Grim St Clair, 2. Platz in Helsinki (CSI 4*-W) mit Grim St Clair, 2. Platz in Odense (CSI 3*)  mit Godsend du Reverdy
  - Nationenpreise: 2. Platz in Hamina (CSIO 4*) mit Godsend du Reverdy, 3. Platz in Drammen (CSIO 3*) mit Grim St Clair, 2. Platz in Falsterbo (CSIO 5*) mit Godsend du Reverdy, 4. Platz in Prag (CSIO 4*-W) mit Grim St Clair
  - weitere: 1. Platz im Schwedischen Springderby (CSIO 5* Falsterbo) mit Grim St Clair, 5. Platz im Weltcupspringen von 's-Hertogenbosch (CSI 4*-W) mit Grim St Clair
- 2008:
  - Große Preise: 3. Platz in Falsterbo(CSIO 5*) mit Godsend du Reverdy, 1. Platz in Helsinki (CSI 4*-W) mit Godsend du Reverdy
  - Nationenpreise: 1. Platz in Kopenhagen (CSIO 4*) mit Grim St Clair, 1. Platz in Falsterbo (CSIO 5*) mit Godsend du Reverdy
  - weitere: 2. Platz im Weltcupspringen von Oslo (CSI 4*-W) mit Grim St Clair
- 2009: 5. Platz im Weltcupspringen von Leipzig (CSI 5*-W) mit Grim St Clair, 2. Platz im Weltcupspringen von Göteborg (CSI 5*-W) mit Godsend du Reverdy, 5. Platz im Großen Preis von Kopenhagen (CSIO 3*) mit Godsend du Reverdy
- 2010: 4. Platz im Großen Preis von Drammen (CSIO 3*) mit Grim St Clair sowie mit der dänischen Mannschaft 4. Platz im Nationenpreis von Drammen (CSIO 3*) mit Godsend du Reverdy

(Stand: 29. Januar 2011)